# Pulki
Pulki (auch Pulqui) ist eine Ortschaft im Departamento Chuquisaca im südamerikanischen Andenstaat Bolivien.

## Lage im Nahraum
Pulki ist zentraler Ort des Kanton Pulqui im Municipio Yotala in der Provinz Oropeza. Die Ortschaft liegt auf einer Höhe von 2764 m am Oberlauf des Río Pulqui, der flussabwärts den Namen Río Santa Rosalia trägt und in den Río Pilcomayo mündet.

## Geographie
Pulki liegt östlich des Altiplano in der bolivianischen Cordillera Central. Das Klima ist ein gemäßigtes Höhenklima mit typischem Tageszeitenklima, bei dem die Temperaturunterschiede im Tagesverlauf stärker schwanken als im Jahresverlauf.
Die Jahresdurchschnittstemperatur in Yotala liegt bei etwa 16 °C (siehe Klimadiagramm Sucre), die Monatsdurchschnittswerte schwanken zwischen 14 °C im Juni/Juli und 17 °C im Oktober/November. Der Jahresniederschlag beträgt etwa 700 mm und weist fünf aride Monate von Mai bis September mit Monatswerten unter 25 mm auf, und eine deutliche Feuchtezeit von Dezember bis Februar mit Monatsniederschlägen zwischen 125 und 150 mm.

## Verkehrsnetz
Pulki liegt in einer Entfernung von 31 Straßenkilometern südlich von Sucre, der Hauptstadt des Departamentos.
Durch Sucre führt die 900 Kilometer lange Nationalstraße Ruta 5, die vom bolivianischen Tiefland über Sucre und Potosí zur chilenischen Grenze im Westen führt. Von Potosí aus Richtung Sucre überquert die Straße bei Viña Pampa den Río Pilcomayo und folgt dann über sechzehn Kilometer dem Río Santa Rosalia und im weiteren Verlauf dem Río Pulqui flussaufwärts bis Pulki.

## Bevölkerung
Die Einwohnerzahl der Ortschaft ist im vergangenen Jahrzehnt leicht zurückgegangen:
| Jahr | Einwohner         | Quelle       |
| ---- | ----------------- | ------------ |
| 1992 | keine Detaildaten | Volkszählung |
| 2001 | 348               | Volkszählung |
| 2012 | 317               | Volkszählung |
| 2024 |                   | Volkszählung |

Die Region weist einen hohen Anteil an Quechua-Bevölkerung auf, im Municipio Yotala sprechen 94,2 Prozent der Bevölkerung die Quechua-Sprache.